# Paratomia
Paratomia – rodzaj rozmnażania bezpłciowego przez podział poprzeczny i regenerację brakujących części ciała po całkowitym oddzieleniu się nowych okazów od organizmu macierzystego.
Ten sposób rozmnażania spotykany jest u hydropolipów niektórych ukwiałów (Actiniaria), u niektórych sikwiaków (Sipuncula) oraz niektórych pierścienic (Annelida).